# Asbestose
Asbestose é uma doença causada pela inalação do pó de amianto, também chamado de asbesto. É uma tentativa de cicatrização do tecido pulmonar, causada pelas fibras minerais de silicatos do asbesto. A asbestose é uma formação extensa de tecido cicatricial nos pulmões causada pela aspiração do pó de amianto.

## Histórico
O amianto é composto por silicato de mineral fibroso de composição química diversa. Quando se inala, as fibras de amianto fixam-se profundamente nos pulmões, causando cicatrizes. A inalação de amianto pode também produzir o espessamento dos dois folhetos da membrana que reveste os pulmões (a pleura).
As pessoas que trabalham com o amianto correm o risco de sofrer doenças pulmonares. Os operários que trabalham na demolição de construções com isolamento de amianto também correm risco, embora menor. Quanto mais tempo um indivíduo estiver exposto às fibras de amianto, maior é o risco de contrair uma doença relacionada com o amianto.

### Sintomas
Os sintomas da asbestose aparecem gradualmente só depois da formação de muitas cicatrizes e quando os pulmões perdem a sua elasticidade. Os primeiros sintomas são a dispneia ligeira e a diminuição da capacidade para o exercício.
Os grandes fumadores que sofrem de bronquite crónica juntamente com asbestose podem tossir e ter uma respiração sibilante. A respiração torna-se, gradualmente, mais difícil. Cerca de 15 % das pessoas com asbestose têm dispneia e insuficiência respiratória.
Por vezes a inalação de fibras de amianto pode fazer com que se acumule líquido no espaço que se encontra entre as camadas pleurais (cavidade pleural). Em raras ocasiões, o amianto causa tumores na pleura, denominados mesoteliomas, ou em membranas do abdómen, chamados mesoteliomas peritoneais.
Os mesoteliomas causados pelo amianto são um tipo de câncer o que não se consegue curar. Geralmente, aparecem depois da exposição à crocidolite, um dos quatro tipos de amianto. A amosite, outro tipo, também produz mesoteliomas. O crisótilo, provavelmente, não produz mesoteliomas, mas, às vezes, está contaminado com tremolite, e esta causa-os. Os mesoteliomas desenvolvem-se, de modo geral, ao fim de 30 ou 40 anos de exposição ao amianto.
O câncer do pulmão está relacionado, em parte, com o grau de exposição às fibras de amianto; no entanto, entre as pessoas que sofrem de asbestose, o câncer do pulmão desenvolve-se quase exclusivamente naquelas que também fumam cigarros, em especial nas que fumam mais de um maço por dia.

### Diagnóstico
Nas pessoas com antecedentes de exposição ao amianto, o médico pode, às vezes, diagnosticar asbestose com uma radiografia ao tórax que mostre as alterações características. De modo geral, a função pulmonar da pessoa é anormal e, ao escutar o pulmão, podem ouvir-se sons anormais, as chamadas crepitações.
Para determinar se um tumor pleural é canceroso, o médico pratica uma biopsia (extracção de uma pequena porção de pleura para ser examinada ao microscópio). Pode-se também extrair e analisar o líquido que rodeia os pulmões (um procedimento denominado toracentese); no entanto, este procedimento não é habitualmente tão rigoroso como a biopsia.

### Prevenção e tratamento
As doenças causadas pela inalação de amianto podem prevenir-se diminuindo ao máximo o pó e as fibras de amianto no local de trabalho.
Dado que o controle do pó melhorou nas indústrias que utilizam o amianto, atualmente é menor o número de pessoas que sofrem de asbestose, mas os mesoteliomas continuam a aparecer em indivíduos que estiveram expostos até há 40 anos. O amianto deveria ser extraído por trabalhadores especializados em técnicas de extracção. Os fumantes que estiveram em contato com o amianto podem reduzir o risco de câncer deixando de fumar.
A maioria dos tratamentos para a asbestose alivia os sintomas; por exemplo, a administração de oxigênio alivia a dispneia. Drenar o líquido à volta dos pulmões pode também facilitar a respiração.
Há casos em que o transplante do pulmão deu resultados muito positivos na asbestose. Os mesoteliomas são invariavelmente mortais; a quimioterapia não é eficaz e a extirpação cirúrgica do tumor não cura o câncer.